# Playoutcenter
Das Playoutcenter (oder Playout Center, abgekürzt POC, zu deutsch: Aussendezentrum) ist die zentrale Funktionseinheit des Digitalfernsehens.
Ein Playoutcenter ist eine Sendezentrale, die mit hochleistungsfähigen Servern und Computern ausgestattet ist. Diese Rechner digitalisieren alle Programminhalte und schicken die Daten in Form von Datencontainern in die Verbreitungsnetze. Dieses können Breitbandkabelnetze, Satellitennetze, DVB-T-Netze oder andere Netze (z. B. für die Übertragung von IPTV) sein. In den Datencontainern sind mehrere digitale TV- oder Radioprogramme, aber auch anderweitige Daten (z. B. für MHP), zu einem einzigen Datenstrom per Multiplexing zusammengefasst. Zum POC gehören auch die Codierung und Modulation der digitalen Programme.
Im Playoutcenter werden die Daten auf Festplatten gespeichert, und nicht, wie in den klassischen Sendezentralen auf MAZ-Geräten oder Videokassetten. Das POC steht normalerweise bei einem Programmanbieter (Sender), in einem POC können mehrere Programme abgewickelt werden.